# 牡蠣濃湯
牡蠣濃湯是一種由牡蠣做成的濃湯。在美國和甘比亞是很受歡迎的菜餚。
提到牡蠣濃湯這道菜，在新英格蘭地區常令人想到與感恩節。 而美國南方，牡蠣濃湯往往是在聖誕夜享用。
關於在聖誕節前夕喝牡蠣濃湯的習慣，目前有很多種說法。 比爾·尼爾認為：尚未使用冷藏運輸技術之前，天氣大概到十二月之後才夠冷，因此，來自遙遠海邊的牡蠣，成為冬季的象徵，在聖誕節前夕的市集上出現，牡蠣濃湯當晚就上桌了。 斯蒂芬妮•巴特勒則提出另一種看法： 愛爾蘭的天主教移民在平安夜不吃肉，他們反而習慣吃野鱈濃湯。巴特勒認為，"牡蠣的味道非常像野鱈乾：有海水的鹹味，而且都很耐嚼。原本野鱈濃湯的食譜也改為用牡蠣來煮濃湯了。"
南方的牡蠣濃湯基底是用牛奶和奶油。 常配著牡蠣餅乾吃，這種餅乾可能就是因此得名的。
如果你想做牡蠣濃湯，你需要准備一些食材，例如牡蠣、洋蔥、蒜頭、胡蘿蔔、香菇、薑片等等，然後將所有食材放入鍋中，加入適量的水，煮滾後再慢火煮約15分鐘，最後加入鹽調味即可。

牡蠣濃湯在甘比亞菜也很受歡迎。甘比亞在沼澤的紅樹林根部養殖牡蠣。